# Antofil·lita
L'antofil·lita és un mineral de la classe dels silicats que rep el seu nom del llatí anthophyllum (flor de clau). Es va descriure per primera vegada el 1801. És membre, en aquest ordre, del supergrup dels amfíbols, del grup dels amfíbols amb (OH, F, Cl) dominant, del subgrup d'amfíbols de magnesi-ferro-manganès i del grup del nom arrel antofil·lita.

## Característiques
L'antofil·lita és un amfíbol silicat de magnesi, freqüentment amb impureses de ferro, que es troba en roques metamòrfiques. El clau és el seu color característic. Cristal·litza en el sistema ortoròmbic. És un mineral polimorf amb la cummingtonita, amb la seva mateixa fórmula química però amb sistema cristal·lí monoclínic.
Segons la classificació de Nickel-Strunz, l'antofil·lita pertany a «09.DE - Inosilicats amb 2 cadenes dobles periòdiques, Si₄O11; clinoamfíbols» juntament amb els següents minerals: cummingtonita, clinoholmquistita, grunerita, manganocummingtonita, manganogrunerita, permanganogrunerita, ferrofluoropedrizita, ferrifluoroleakeïta, actinolita, ferritschermakita, ferroactinolita, ferrohornblenda, ferrotschermakita, joesmithita, magnesiohornblenda, tremolita, tschermakita, cannilloïta, fluorcannilloïta, parvomanganotremolita, fluorotremolita, potassicfluoropargasita, edenita, ferroedenita, ferrokaersutita, ferropargasita, hastingsita, kaersutita, magnesiohastingsita, pargasita, sadanagaïta, fluoroedenita, potassicferroferrisadanagaïta, potassicsadanagaïta, potassicpargasita, potassicferrosadanagaïta, magnesiofluorohastingsita, potassicfluorohastingsita, potassicclorohastingsita, fluoropargasita, parvomanganoedenita, potassiccloropargasita, potassicferrocloroedenita, potassicmagnesiohastingsita, potassicferropargasita, cromiopargasita, ferro-taramita, barroisita, ferroferribarroisita, ferroferriwinchita, ferribarroisita, ferroferritaramita, ferroferricatoforita, ferrobarroisita, ferrorichterita, ferrowinchita, ferrokatophorita, ferritaramita, magnesiotaramita, richterita, winchita, taramita, fluororichterita, katophorita, potassicfluororichterita, potassicrichterita, ferrighoseïta, ferriwinchita, fluorotaramita, arfvedsonita, eckermannita, ferroeckermannita, ferroglaucòfan, glaucòfan, potassicmanganileakeïta, manganoarfvedsonita, ferrileakeïta, magnesioriebeckita, magnesioarfvedsonita, nyboïta, riebeckita, manganomanganiungarettiïta, ferroferrinyboïta, clinoferroferriholmquistita, ferrinyboïta, ferroferrileakeïta, ferroferrifluoroleakeïta, sodicferriclinoferroholmquistita, magnesiofluoroarfvedsonita, ferripedrizita, potassicferrileakeïta, fluoronyboïta, manganidellaventuraïta, fluoropedrizita, potassicarfvedsonita, ferriobertiïta, potassicmagnesiofluoroarfvedsonita, ferroferripedrizita, potassicmagnesioarfvedsonita, pedrizita, ferropedrizita, fluoroleakeïta i ferroferriobertiïta.

## Formació
Es produeix comunament per metamorfisme de les roques ultrabàsiques, normalment com a mineral secundari per alteració de l'olivina. És freqüent per tant en gneis i esquists cristal·lins rics en magnesi, de la mateixa manera com també pot aparèixer en roques sedimentàries riques en magnesi com són les dolomies. Els minerals normalment associats són el talc, la cordierita i la flogopita. De vegades es presenta en forma fibrosa, i pot ser emprada com asbest en la indústria, amb molts usos malgrat el seu potencial risc per a la salut. Tot i que els exemplars d'antofil·lita aïllats i grans són molt rars, els agregats en geoda d'aquest mineral són de gran bellesa per als col·leccionistes.
Als territoris de parla catalana únicament ha estat descrita a El Voló, al Rosselló (Catalunya del Nord).

## Varietats
La kupfferita és una varietat d'antofil·lita que conté crom en la seva composició.

## Grup de l'antofil·lita
El grup de l'antofil·lita es defineix com amfíbols ortoròmbics de magnesi-ferro-manganès amb simetria del grup espacial Pnma o Pnmn. El grup espacial Pnma es pressuposa, i el grup espacial Pnmn (quan està determinat) s'indica mitjançant el prefix proto-. El grup està compost per les següentes espècies, a més de l'antofil·lita: ferroantofil·lita, protoantofil·lita, protoferroantofil·lita i protomanganoferroantofil·lita. Es troba químicament relacionat amb el grup de la gedrita.